# Johan Brunström
Johan Brunström, född 3 april 1980 i Fiskebäckskil, är en svensk före detta professionell tennisspelare (vänsterhänt) som har nått sina största framgångar i dubbel.